# Амазонки на Місяці
«Амазонки на Місяці» — кінофільм, скетч-шоу. Фільм  пародіює американські фільми 1950-х років та низькобюджетні науково-фантастичні картини.

## Сюжет
Фільм складається з епізодів майже не зв'язаних за змістом. Глядачу представляють фільм «Амазонки на Місяці». Показують фільм по телебаченню, але під час показу виникають деякі проблеми — стара плівка. Для того щоби зайняти глядача, в технічних перервах показують різноманітні смішні епізоди.  Персонаж, що з'являється в багатьох епізодах — Мюррей (актор Лу Якобі), який натиснувши на кнопку свого пульта телевізора опинився «всередині» фільмів передач, і тепер ніяк не може повернутися назад.

## В ролях
У фільмі в коротких епізодах зайнята велика кількість представників шоубізнесу і в тому числі акторів фільмів категорії «B» популярних в США. Так у фільмі в камео-ролях можна побачити музиканта Бі Бі Кінга, режисера Русса Меєра, зірку журналу Пентхаус Монік Габріель та інших відомих представників шоубізнесу.

| Актор             | Роль                         |
| ----------------- | ---------------------------- |
| Гріффін Данн      |                              |
| Розанна Аркетт    | Карен (розділ "Two I.D.'s")  |
| Стів Гуттенберг   | Джеррі (розділ "Two I.D.'s") |
| Мішель Пфайффер   | Бренда (жінка в пологовому)  |
| Марк Мак Клюр     |                              |
| Ед Беглі молодший | Гріффін                      |
| Ральф Белламі     |                              |
| Расс Меєр         |                              |
| Керрі Фішер       | Мері Браун                   |
| Генрі Сільва      | ведучий                      |
| Арсеніо Гол       |                              |
| Роксі Рокер       |                              |
| Ронні Кокс        | генерал Балентайн            |